# Espai Profund 9
|  | Aquest article tracta sobre l'estació espacial Espai Profund 9. Vegeu-ne altres significats a «Star Trek: Deep Space Nine». |

Espai Profund 9 (en anglès Deep Space Nine o  DS9; anteriorment Terok Nor) és una estació espacial fictícia, l'escenari principal epònim de la sèrie de televisió de ciència-ficció estatunidenca Star Trek: Deep Space Nine que es va emetre del 1993 al 1999. Serveix com a base per a l'exploració del Quadrant Gamma a través del forat de cuc bajorà i és un centre de comerç i viatges per als habitants del sector. Està dirigida per una tripulació conjunta d'oficials de la Flota Estel·lar i bajorans i és el port base de diversos runabout de la Flota Estel·lar, així com de la nau estel·lar USS Defiant.
L'estació apareix a l'obertura dels 176 episodis de Deep Space Nine, així com a la primera part de l'episodi de Star Trek: La nova generació "Drets de naixement", el primer episodi de Star Trek: Voyager "El Guardià", i l'episodi de Star Trek: Lower Decks "Hear All, Trust Nothing". Molts arcs argumentals introduïts a La novaa generació s'allarguen amb esdeveniments que ocorren a l'estació. L'estació es basa en el llegat de les interaccions cardassianes-Federació introduïdes per aquesta sèrie i el primer episodi, "Emissary", inclou una visita de l'Enterprise-D. Deep Space Nine proporciona la ubicació perquè la tripulació interactuï amb els personatges i elements establerts per l'univers Star Trek, i introdueix elements addicionals.
L'estació existeix en un temps i lloc també ocupats per La nova generació, Voyager, Lower Decks i les pel·lícules de la setena a la desena, des de la dècada del 2370 fins a principis de la del 2380. Això en si mateix forma part de l'univers Star Trek més gran, que va ser iniciat per la sèrie de televisió original Star Trek de finals de la dècada del 1960 creada per Gene Roddenberry.

## Descripció
Pel que fa al disseny conceptual d’Espai Pround 9, aquest té més d'un quilòmetre de diàmetre, està compost per un ampli anell d'acoblament exterior; un anell d'hàbitat interior que conté apartaments residencials; i un nucli central que conté el «promenade», els reactors de fusió i el centre d'operacions, conegut com a «Ops». Tres conjunts de pilons d'acoblament s'estenen amunt i avall equidistantment al voltant de l'anell d'acoblament, definint una forma gairebé esfèrica. Té un disseny idèntic a una altra estació cardassiana, Empok Nor.
Originalment situada en òrbita de Bajor, l'estació es va traslladar a l'episodi pilot de la sèrie a una posició a la boca del forat de cuc recentment descobert, on romandria durant la resta de la sèrie. Això va fer que l'estació estigués a tres hores de Bajor amb llançadora, tal com es descriu en tres episodis, tot i que es va esmentar que estava a cinc hores de distància en un altre episodi,, (presumiblement perquè Bajor estava en òrbita llunyana del seu sol en relació amb la posició de DS9). Tanmateix, sembla que el viatge es podria completar en un període de temps molt més curt si calgués, activant el motor de curvatura dins del sistema estel·lar bajorà.

### Instal·lacions
El promenade és la principal via pública on es congreguen visitants i residents. Els llocs comuns del passeig que es representen o es mencionen a Star Trek: Deep Space Nine inclouen el bar de Quark (el lloc més vist fora d'hores de la tripulació, que també inclou holosuites), la infermeria, el replimat (un restaurant d'autoservei de replicadors), un temple bajorà, la botiga de roba d'Elim Garak, l'oficina del cap de seguretat Odo, un restaurant klíngon, una oficina d'anàlisi de minerals, un quiosc de llaminadures i, durant un breu període durant la primera temporada, l’escola de Keiko O'Brien. Normalment hi ha uns 300 residents permanents a l'estació, tot i que l'estació pot acollir fins a set mil.

## Història de l'estació
A l'univers de Star Trek, Deep Space Nine era originalment una estació minera i de refineria cardassiana anomenada Terok Nor en òrbita al voltant de Bajor, i va ser construïda per mà d'obra esclau bajorana sota el domini cardassià el 2346. Va orbitar aquest planeta durant vint anys servint de centre de processament de minerals usats per a la fabricació de naus.
L'estació estava comandada per Gul Dukat, l'últim prefecte cardassià de Bajor. Va ser abandonada cap al final de l'ocupació cardassiana de Bajor el 2369; els cardassians van despullar objectes de valor en marxar. L'estació tenia alguns problemes importants, incloent-hi una trampa deixada per la resistència bajorana que gairebé va matar tothom a l'estació quan va ser activada accidentalment pels nous inquilins.
L'any 2369, els bajorans van assumir el control de l'estació. El govern provisional bajorà va sol·licitar l'assistència de la Federació Unida de Planetes, que la va rebatejar com a Espai Profund 9 (DS9) i va posar el comandant Benjamin Sisko al comandament. Malgrat la presència de la Federació, l'estació continua subjecta a la llei bajorana. Poc després que Sisko assumís el comandament, la seva tripulació va descobrir el forat de cuc bajorà. L'estació va ser traslladada a la boca del forat de cuc per assegurar la reclamació de Bajor sobre aquest, després de la qual cosa l'estació va assumir una gran importància comercial, científica i estratègica.
Després de la trobada amb el Domini el 2370, en què l'USS Odyssey de classe Galaxy va ser destruïda per només tres naus del Domini i a causa d'altres amenaces, va quedar clar que les armes existents de l'època de l'ocupació de l'estació serien lamentablement inadequades per defensar l'estació. Les armes i els sistemes defensius de l'estació es van millorar considerablement posteriorment. Les millores van incloure la instal·lació de múltiples llançadors de torpedes rotatius als pilons d'acoblament i a les torres de vela d'armes, bancs de fàsers emmagatzemables que es retrauen quan no s'utilitzen i escuts millorats que s'estenen 300 metres al voltant de l'estació. L'inventari total de torpedes es va augmentar a 5.000.
Aquestes millores es van utilitzar per primera vegada contra els klíngons en la seva ofensiva contra Cardàssia a principis de 2372. Al començament de la Guerra del Domini a finals de 2373, l'estació va ser perduda temporalment pel Domini. A principis de 2374, les forces de la Federació i els klingon la van recuperar després de la Batalla de Bajor.
A part d'un cop militar bajorà fallit, l’ocupació del Domini, i una breu baixa des de finals de 2374 fins a principis de 2375, Sisko, ascendit a capità el 2371, va romandre al comandament d’"Espai Profund 9". A finals de 2375, al final de la Guerra del Domini, la coronel Kira Nerys va assumir el comandament.  La coronel Kira encara està al comandament quan l'estació apareix de nou a la pantalla el 2381.

### Novel·les de rellançament
A les novel·les d'història de continuïtat, DS9 es va veure obligada a desfer-se del seu nucli de poder a causa de les accions dels rebels de Domini. Com una de les seves primeres accions com a cap d'operacions de l'estació, Nog havia remolcat Empok Nor fins a la ubicació de l'estació i va utilitzar el seu nucli d'energia com a reemplaçament. La resta d'Empok Nor es va desmantellar per obtenir ferralla i peces de recanvi.
Més tard, DS9 acolliria l'acceptació formal de Bajor a la Federació. Amb l'estació ara sota les lleis de la Federació, Quark gairebé va tancar el seu bar, però va romandre obert després que Rom va organitzar que fos designat com l'ambaixada Ferengi a Bajor, col·locant-lo sota la jurisdicció de Ferenginar.
L'any 2383, DS9 —mentre estava sota el comandament de la capità Ro Laren— va ser destruït per una sèrie de bombes col·locades pel Pacte Typhon, quan un intent de distreure la Flota Estel·lar dels seus esforços per utilitzar discretament el forat de cuc va fracassar, tot i que l'estació va ser evacuada a temps, de manera que només es van perdre mil persones de les que hi havia a l'estació en aquell moment, cap de les quals era personatge principal. En honor de l'estació i del poble bajorà, el Comandament de la Flota Estel·lar i el Consell de la Federació van acordar construir una nova estació al sistema bajorà i anomenar-la Espai Profund 9.

## Tripulació i habitants

### Tripulació de comandament
- Benjamin Sisko, Oficial al comandament (2369–2375)
- Kira Nerys, Primera oficial; Agregat bajorà (2369–2375), més tard comandant (a partir del 2375)
- Agent Odo, Cap de Seguretat (fins al 2375)
- Worf, Oficial d'Operacions Estratègiques (2371–2375)
- Julian Bashir, Cap Mèdic (2369–2375)
- Jadzia Dax, Oficial Científica (2369–2374)
- Ezri Dax, Conseller de l'Estació (2375)
- Miles O'Brien, Cap d'Operacions (2369–2375)

### Altres tripulants
- Martok, agregat klíngon (2373–2375)
- Rom, germà de Quark; més tard enginyer de la milícia bajorana (2372–2375)
- Nog, fill de Rom; més tard oficial de la Flota Estel·lar (2373–2375)

### Residents civils notables
- Quark, propietari de Quark's, un bar al passeig de l'estació
- Jake Sisko, escriptor i periodista; fill de Benjamin Sisko
- Elim Garak, sastre; exagent de l'Orde d'Obsidiana
- Keiko O'Brien, esposa de Miles O'Brien; mestra d'escola i botànica
- Morn, un dels clients recurrents de Quark al llarg de la sèrie

## Univers Mirall
"Terok Nor" també és un escenari d'estació espacial representat de manera similar a Deep Space Nine, excepte que en aquests episodis existeix a l'univers mirall, construït sota l'autoritat de l'Aliança KlÍngon-Cardassiana a l'òrbita de Bajor (perquè a l'univers d'aquest episodi el forat de cuc hi és desconegut). El 2370, l'estació és l'escenari del lloc de comandament de l'autoritat de l'Aliança a tot el sector bajorà, sota el comandament de l'Intendent Kira Nerys. L'estació també serveix com a centre de processament del mineral d'uridi extret de Bajor; Les instal·lacions de processament són operades per esclaus terrans.
En aquest univers paral·lel fictici, el 2372, la Rebel·lió Terrana arrabassa el control de l'estació a l'Aliança. L'Aliança, decidida a recuperar l'estació, envia una flota sota el comandament del regent Worf per lluitar contra els rebels. Els rebels aconsegueixen construir el seu propi «Defiant», basat en esquemes del «Defiant» a l'univers principal, i l'utilitzen per derrotar la flota de l'Aliança. Terok Nor continua sent una base d'operacions per a la Rebel·lió Terrana durant almenys els tres anys següents.

## Disseny de producció
El model de l'estació va ser dissenyat principalment per Herman Zimmerman i Rick Sternbach. Ricardo Delgado, Joseph Hodges, Nathan Crowley, Jim Martin, Rob Legato, Gary Hutzel, Michael Okuda i el productor executiu Rick Berman també van contribuir al disseny. La miniatura va ser fabricada per Tony Meininger.
En una subhasta del 2006 celebrada per la sucursal de Christie's de Londres a la ciutat de Nova York, el "model heroi" original de 6 peus de diàmetre d’Espai Profund 9 es va vendre per 110.000 dòlars americans. Aquest era el model principal per a la filmació, i estava fet principalment de fibra i resina amb il·luminació de fibra òptica integrada.
Herman Zimmerman va comparar el disseny de l'estació amb influències Art Déco, però també amb un toc de disseny geomètric per crear un estil "cardassià". Un dels motius de disseny era posar les coses en conjunts de tres, com ara tenir tres anells concèntrics per a l'estació principal estructura i conjunts de pilons verticals.
Els decorats interiors que representaven l'estació es trobaven al solar de la Paramount.

## Recepció
El 2017, Space.com va qualificar Espai Profund 9 com la desena millor nau espacial de la franquícia "Star Trek".